# Hemiteles hirashimai
Hemiteles hirashimai är en stekelart som beskrevs av Setsuya Momoi 1970. Hemiteles hirashimai ingår i släktet Hemiteles och familjen brokparasitsteklar. Inga underarter finns listade i Catalogue of Life.